# Rue du Marc
La rue du Marc est une voie de la commune de Reims, située au sein du département de la Marne, en région Grand Est.

## Situation et accès
Elle relie la place du Forum du centre ville au quartier proche du marché du Boulingrin. Elle côtoie le square Charles Sarrazin.

## Historique

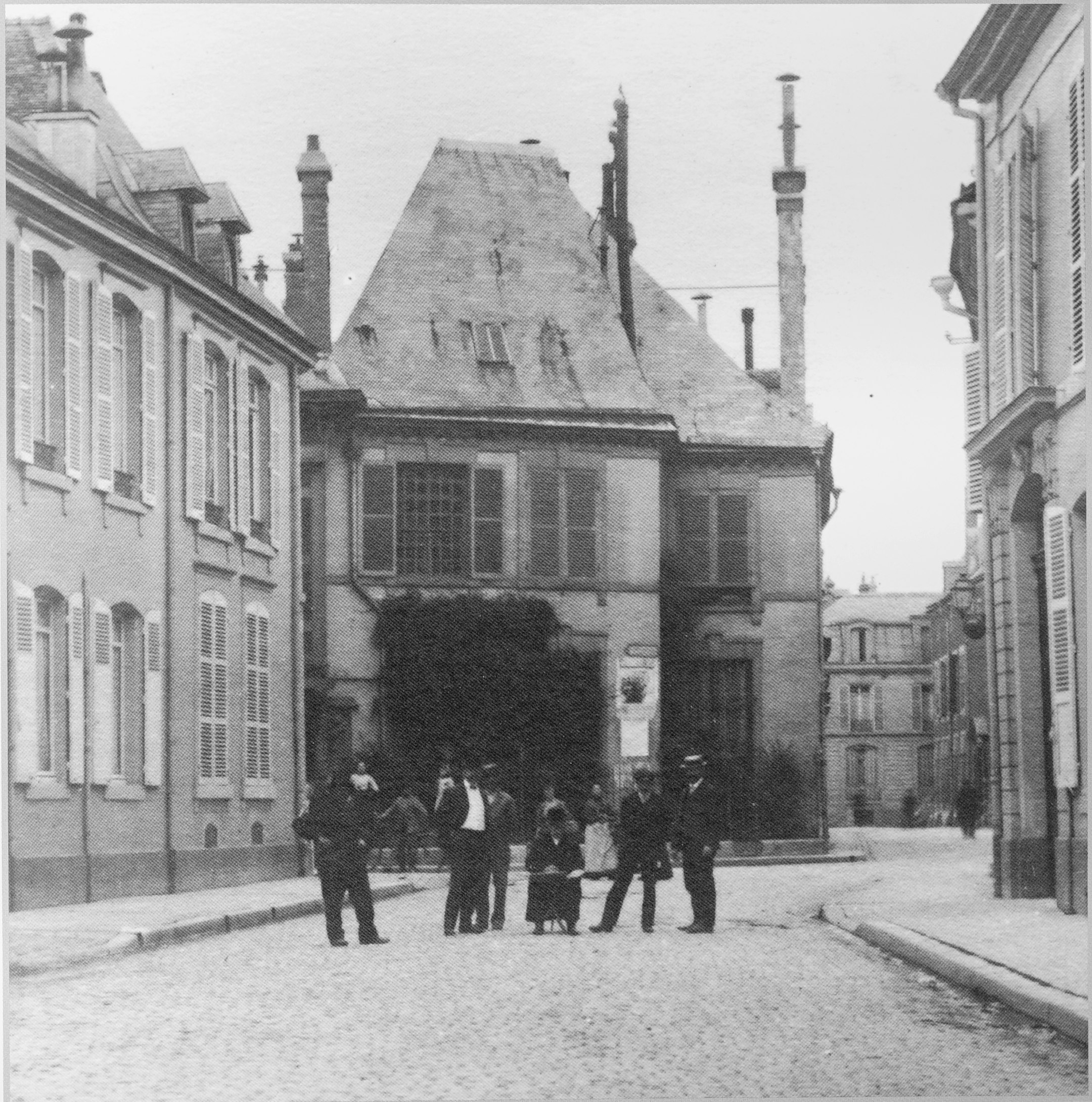
Le peintre Eugène Auger en 1909 dans la rue.

Nommée « rue du Bourg-de-Marc » au Moyen Âge, « rue du Marc » en 1504 puis « rue du Bureau-de-la-Draperie » en 1765, elle reprend ensuite la dénomination de « rue du Marc ». Elle a abrité l'Hôtel de la monnaie érigé en 1679 par Colbert pour les rois Louis XIV et Louis XV.

## Bâtiments remarquables et lieux de mémoire
Dans cette rue se trouve le Musée-hôtel Le Vergeur, la maison du 5, qui sont recensés au titre de monument historique, l'Hôtel du Marc hôtel particulier que fit construire Édouard Werlé sur un terrain de la Veuve Clicquot, et le square  Sarazin en face du Musée-hôtel Le Vergeur.

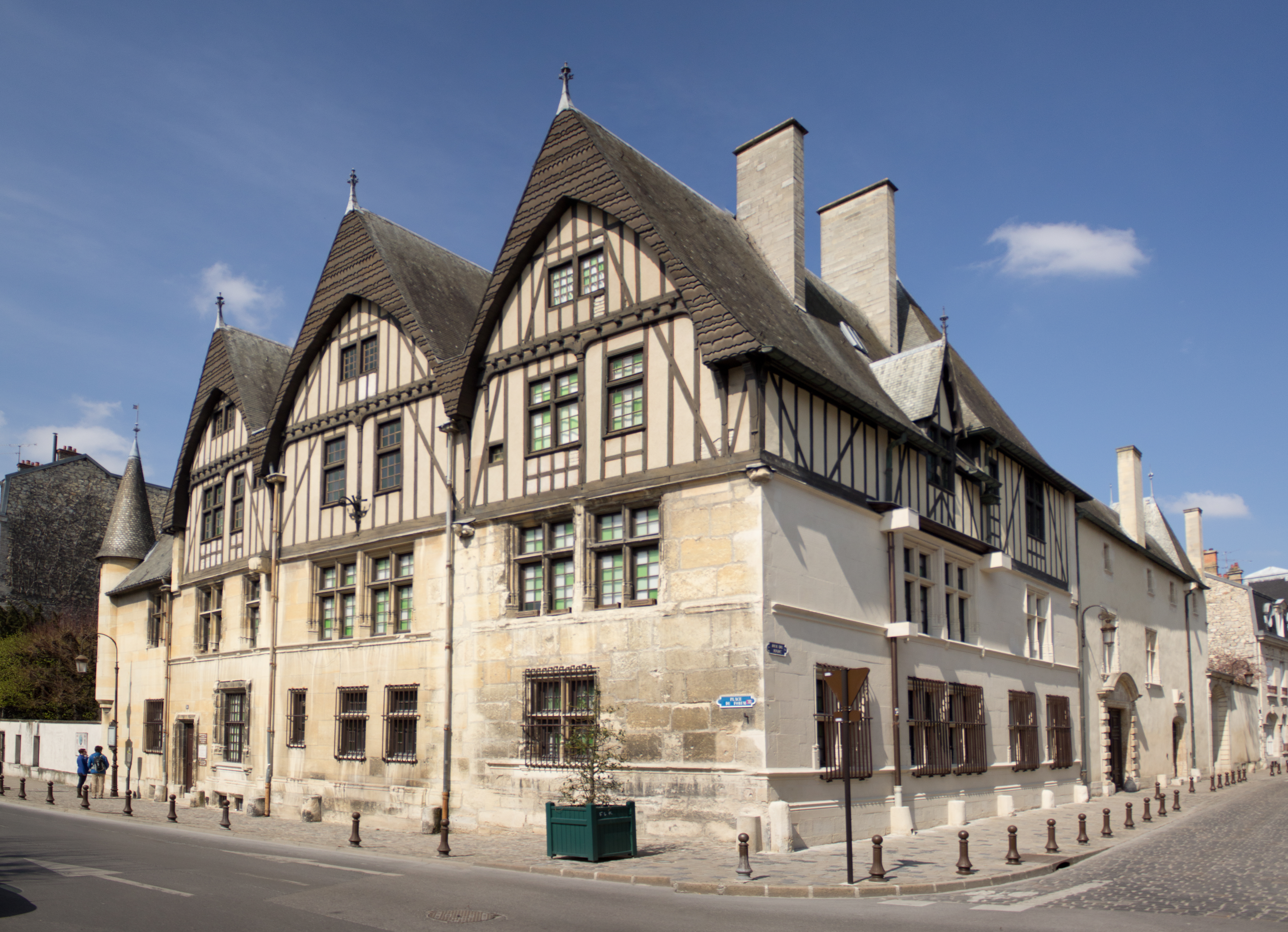
Musée-hôtel Le Vergeur
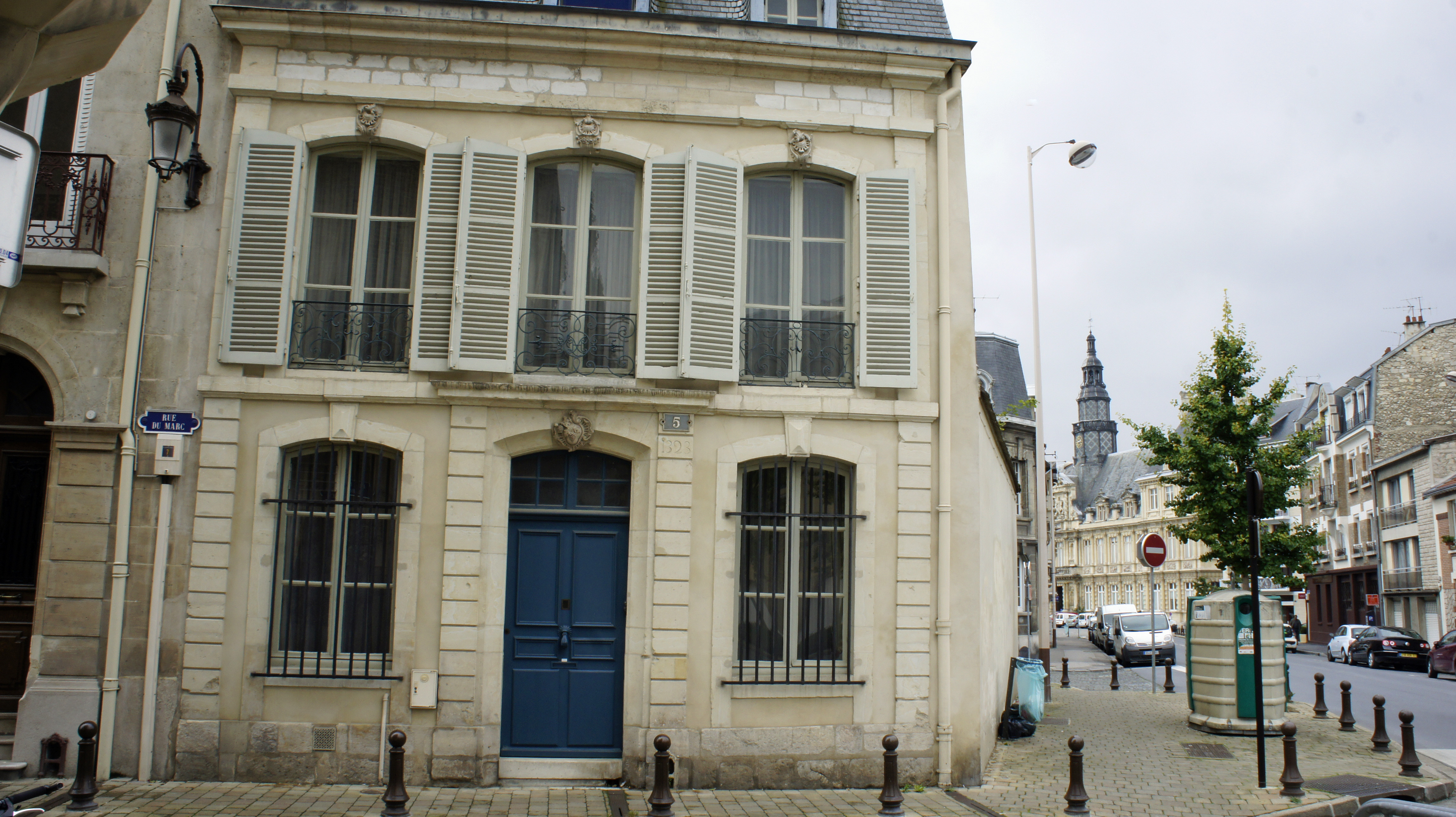
Au n° 5.
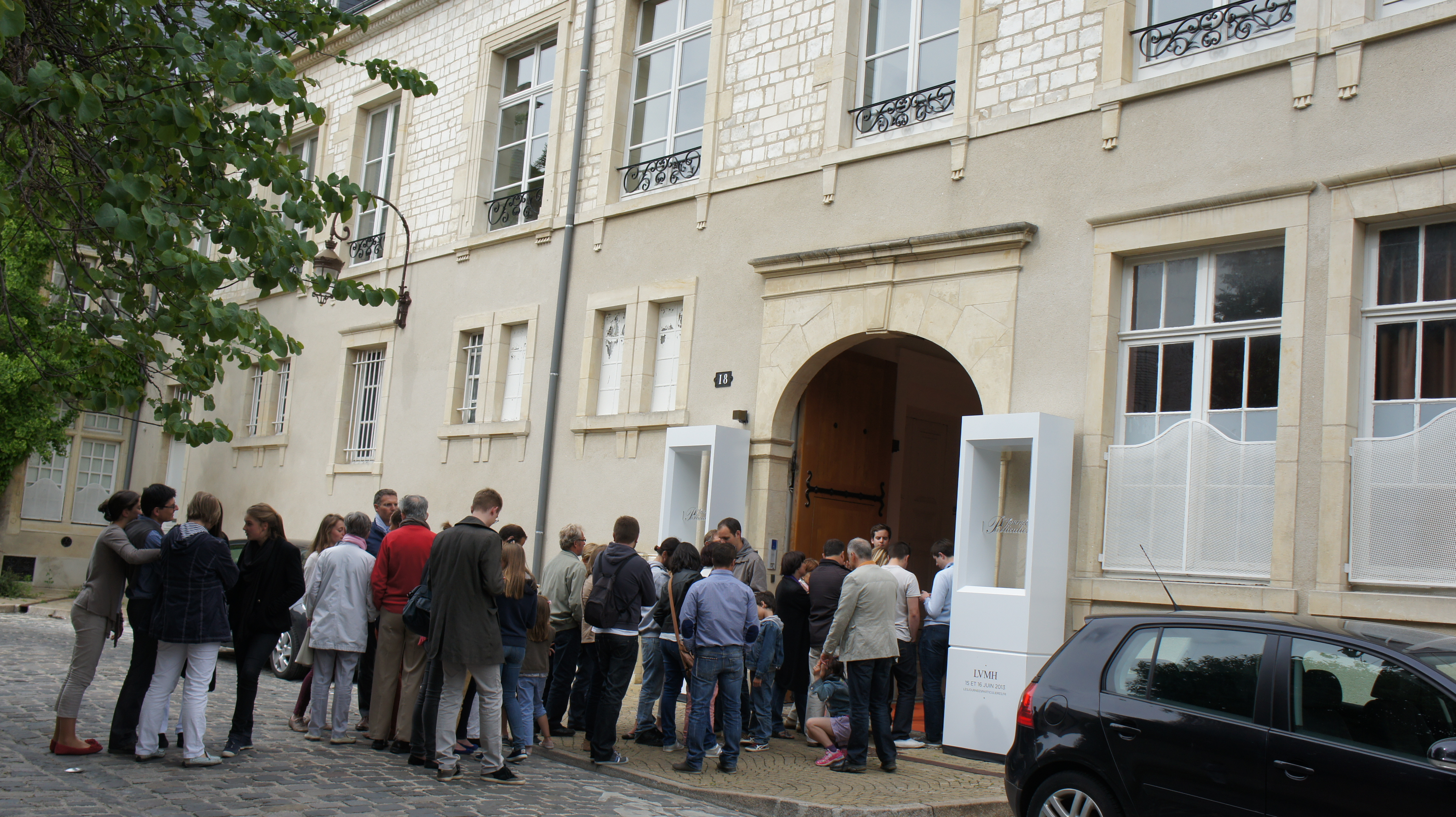
Entrée de l'Hôtel du Marc.
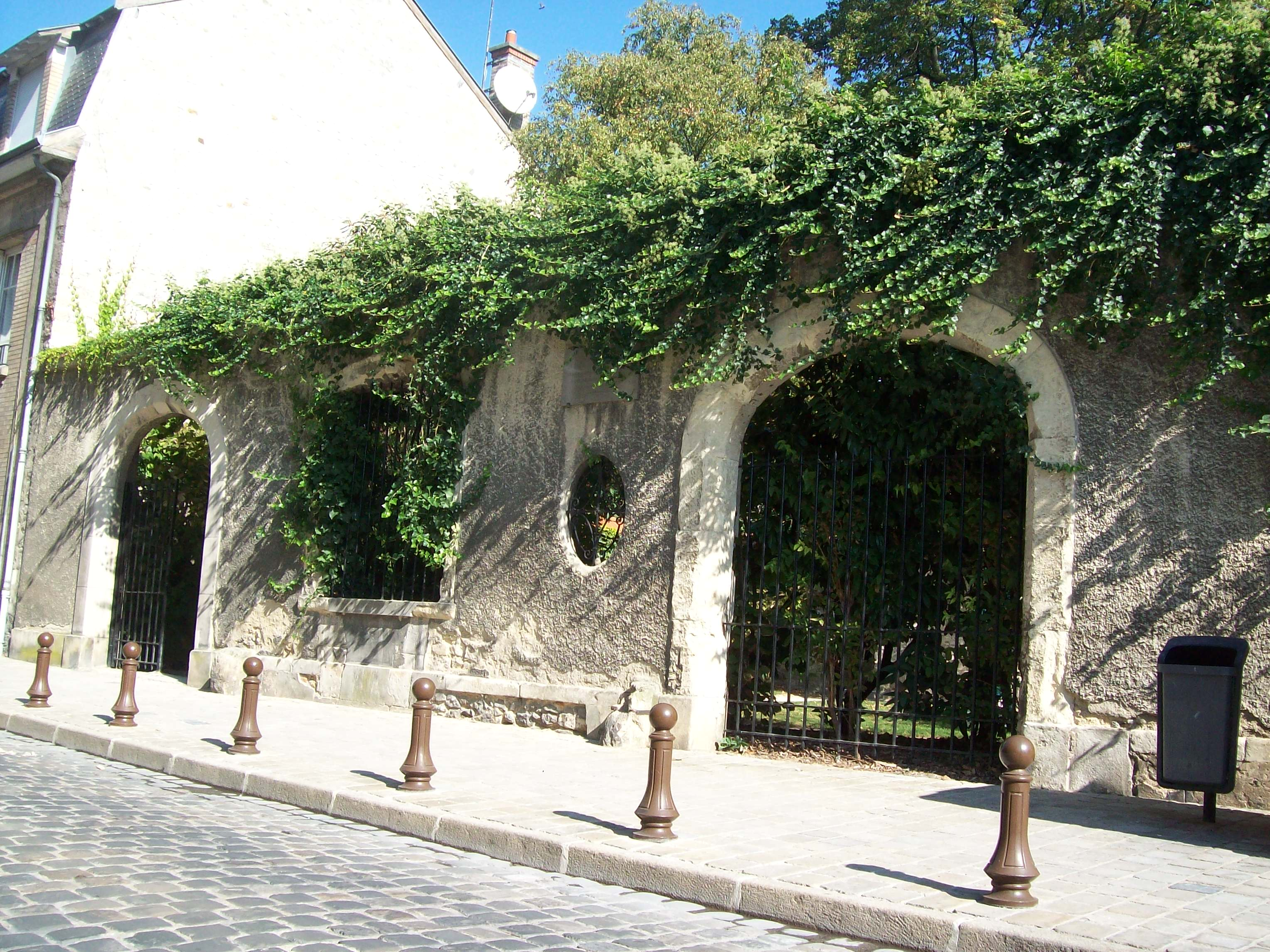
L'entrée du square Sarazin rue du Marc.